# Erin Brockovich
Erin Brockovich-Ellis (* 22. června 1960, Lawrence, Kansas, USA) je americká právní a ekologická aktivistka, která i při absenci formálního právního vzdělání sehrála významnou roli v soudní při mezi energetickou společností Pacific Gas and Electric Company (PG&E) a lidmi z kalifornského města Hinkley postiženými kontaminací vody rakovinotvorným šestimocným chromem.
Její příběh byl inspirací pro americké filmové drama z roku 2000 Erin Brockovich, které režíroval Steven Soderbergh v hlavní roli s Julií Robertsovou, jež za roli získala cenu americké filmové akademie – Oscara.